# Jernej Uršič
Jernej Uršič, slovenski rimskokatoliški duhovnik in narodni buditelj, * 23. avgust 1784, Idrija, † 30. avgust 1860, Kamna Gorica.

## Življenje in delo
Rodil se je očetu Tomažu in materi Neži. Uršič je osnovno šolo in 4 razrede latinske šole končal v rojstnem kraju, ostale razrede gimnnazije in bogoslovje pa v Ljubljani (1801–1809). Po končanem študiju je bil v letih 1809–1815 kaplan, katehet in učitelj v Radovljici, 1815 do 1819 pomočnik župnika v Kropi in od 1819 do smrti pa župnik v Kamni Gorici. Uršič se je že pred marčno revolucijo, zlasti pa po njej v svoji okolici zelo zavzemal za razširitev narodnega gibanja in narodnih akcij; plod teh prizadevanj je bila 1845 kot ena prvih na Kranjskem ustanovljena osnovna šola v Kamni Gorici. Istočasno pa je tudi zbiral gradivo za domačo zgodovino in ga občasno pošiljal ljubljanskemu muzeju, ter spisal Zernje za slovensko zgodovino (1849) z opisom nekdanjih fužin za železo in jeklo v Kolnici pri  Kamni Gorici, in o razvalinah Lipniškega gradu.